# سیارک ۶۰۲۳
سیارک ۶۰۲۳ (به انگلیسی: 6023 Tsuyashima، نامگذاری:1992UQ4) شش هزار و بیست و سومین سیارک کشف شده‌است که در ۲۶ اکتبر ۱۹۹۲ کشف شد.
قدر مطلق سیارک برابر ۱۲٫۹۰ است.